# SEIR 모형
SEIR 모형은 역학에서 전염병의 확산을 설명할 때 수학적인 모델링을 통해 접근할 수 있는 방법 중 하나이다. 이 모형은 SIR 모형보다는 더 현실에 가깝다고 여겨지며, 이는 병에 막 감염된 개체가 당장은 다른 개체에게 병을 옮기지 않는다는 점을 고려하기 때문이다. 개체에 기반한 모형보다는 거시적으로 개체군 전체를 조명하는 방식에 가깝다.

## 방정식
N 개체로 이루어진 개체군을 S, E, I, R의 네 그룹으로 나누어
{\displaystyle S+E+I+R=1.}
혹은
{\displaystyle NS+NE+NI+NR=N.}
의 공식이 성립되도록 한다.
모든 개체는
Susceptible (S, 감염대상군) → Exposed (E, 접촉군) → Infectious (I, 감염군) → Recovered (R, 회복군)
의 단계를 거친다. 전염병의 확산은 다음과 같이 설명될 수 있다.
{\displaystyle {\begin{aligned}{\frac {\mathrm {d} S}{\mathrm {d} t}}&=-\beta SI,\\{\frac {\mathrm {d} E}{\mathrm {d} t}}&=\beta SI-aE,\\{\frac {\mathrm {d} I}{\mathrm {d} t}}&=aE-\gamma I,\\{\frac {\mathrm {d} R}{\mathrm {d} t}}&=\gamma I.\end{aligned}}}
이것은 상미분방정식의 비선형 시스템에 속한다. 문헌에서는 여러 형태의 공식을 발견할 수 있는데 예를 들면  {\displaystyle {\frac {\beta SI}{N}}}항을 {\displaystyle \beta SI} 대신 쓰는 식이다. 이외에도 {\displaystyle S+E+I+R}의 합을 반드시 {\displaystyle 1}이라고 정하는 대신 N을 전체 개체군이라 할 때 {\displaystyle N=S+E+I+R}라고 정의할 수도 있다.
| 수량 | 단위 | 설명                                                                                       |
| ---- | ---- | ------------------------------------------------------------------------------------------ |
| S(t) | 1    | 감염대상군 (Susceptible): 감염될 수 있으나 아직 감염되지 않은 개체의 수                    |
| E(t) | 1    | 접촉군 (Exposed): 이미 감염되었으나 아직 병을 전염시키지는 않는 단계에 있는 개체의 수      |
| I(t) | 1    | 감염군 (Infectious): 병을 전염시킬 수 있는 개체의 수                                       |
| R(t) | 1    | 회복군 (Recovered 또는 Resistent): 병에서 회복한 개체의 수와 격리 중 사망한 개체의 수의 합 |
| t    | d    | 시간 (일)                                                                                  |
| β    | 1/d  | 감염률 (Transmission rate). 역수는 접촉 평균 시간과 같다.                                  |
| γ    | 1/d  | 회복률 (Recovery rate). 역수는 평균 전염 가능 시간과 같다.                                 |
| a    | 1/d  | 역수는 평균 지연 시간 (latency)과 같다.                                                    |

평균 지연 시간은 접촉군 (Exposed)의 한 개체가 병을 전염시킬 수 있게 되어 감염군으로 분류되기까지의 평균 시간을 나타내며 잠복기와는 다른데 이는 증상의 발현과 병을 전염시킬 수 있는 능력이 갖춰지는 것을 동치할 수 없기 때문이다. 감염률은 접촉률 (contact rate)로 불리기도 하는데, 더 상세하게는 {\displaystyle \beta =pc} 로 {\displaystyle p}는 감염 확률을, c는 접촉률을 나타낸다.

## 기초감염재생산수와의 관계
병의 확산이 멈추려면 {\displaystyle {\frac {\mathrm {d} E}{\mathrm {d} t}}=0} 와 {\displaystyle {\frac {\mathrm {d} I}{\mathrm {d} t}}=0} 의 조건이 성립해야 한다. 이 조건들을 방정식에 대입하면 {\displaystyle aE=\beta SI} 와 {\displaystyle aE=\gamma I}가 되므로 {\displaystyle \beta S=\gamma }라는 결과가 도출된다. 이는 기초감염재생산수 {\displaystyle R_{0}=1}의 경우와 같고 {\displaystyle S_{0}=N}이라고 하면
{\displaystyle R_{0}={\frac {\beta N}{\gamma }}}
가 된다. {\displaystyle N=1}일 때 정규화된 인명 수나 변형된 SEIR 공식을 사용하면 (SIR 모형에도 적용할 수 있으나 {\displaystyle R_{0}}를 구하는 공식에서 {\displaystyle \beta } 의 정의가 다르다)
{\displaystyle R_{0}=\beta /\gamma }.
중간 단계로의 이행을 나타내는 매개변수 {\displaystyle a}는 접촉군에 속한 환자가 사망할 가능성을 무시할 경우 기초감염재생산수에 영향을 주지 않는다.
시간에 영향을 받는 순감염재생산수 (net reproduction number)는 {\displaystyle q=1-S} 일 때, {\displaystyle R_{q}=R_{0}\cdot S} 또는 {\displaystyle R_{q}=\left(1-q\right)\cdot R_{0}} 로 정의할 수 있다.

## 최대 감염자 비율
기초감염재생산수는 개체군의 최대 감염자 비율에 큰 영향을 준다. 병에 감염된 개체 전체를 {\displaystyle J}라고 하고 {\displaystyle J(t)=E(t)+I(t)}이면 위의 미분방정식에 의해
{\displaystyle {\frac {\mathrm {d} J}{\mathrm {d} S}}={\frac {\mathrm {d} E+\mathrm {d} I}{\mathrm {d} S}}={\frac {-\gamma I+\beta SI}{-\beta SI}}={\frac {\gamma }{\beta S}}-1},
또는 기초감염재생산수 {\displaystyle R_{0}={\frac {\beta }{\gamma }}} 일 때
{\displaystyle {\frac {\mathrm {d} J}{\mathrm {d} S}}={\frac {1}{R_{0}S}}-1.}
가 된다. 이 방정식을 {\displaystyle \mathrm {d} J={\frac {\mathrm {d} S}{R_{0}S}}-\mathrm {d} S} 로 바꾸고 변수분리법을 통한 적분에 의해 모든 t에 적용되는
{\displaystyle J(t)+S(t)-{\frac {1}{R_{0}}}\ln S(t)={\text{const}}}
가 도출되는데 여기서 {\displaystyle \ln }은 자연로그를 뜻한다. 따라서
{\displaystyle J(t)+S(t)-{\frac {1}{R_{0}}}\ln S(t)=J(0)+S(0)-{\frac {1}{R_{0}}}\ln S(0)}
혹은
{\displaystyle J(t)=J(0)+S(0)-{\frac {1}{R_{0}}}\ln S(0)+\underbrace {{\frac {1}{R_{0}}}\ln S(t)-S(t)} _{=:\ f(S(t))}.}
가 성립한다. 도움 함수 {\displaystyle f(x)={\frac {1}{R_{0}}}\ln x-x}는 {\displaystyle f'(x)={\frac {1}{R_{0}x}}-1} 이므로 최대값이 {\displaystyle x={\frac {1}{R_{0}}}}이다. 최대 감염자 비율 {\displaystyle J_{\max }}에는 {\displaystyle S(t)={\frac {1}{R_{0}}}}일 때 도달하게 되며, 따라서 {\displaystyle J_{\max }}는 기초감염재생산수와 초기값 {\displaystyle J} 및 {\displaystyle S} 만의 영향을 받는다:
{\displaystyle J_{\text{max}}=J(0)+S(0)-{\frac {1}{R_{0}}}\ln S(0)-{\frac {1}{R_{0}}}+{\frac {1}{R_{0}}}\ln {\frac {1}{R_{0}}}=J(0)+S(0)+{\frac {1}{R_{0}}}\left(\ln {\frac {1}{R_{0}S(0)}}-1\right).}
아직 알려지지 않은 바이러스 등에 의해 새로이 등장하는 전염병의 경우 {\displaystyle S(0)=1} 이고 {\displaystyle J(0)=0}으로 설정되고 최대 감염자 비율과 기초감염재생산수의 관계는 다음과 같아진다.
{\displaystyle J_{\text{max}}=1+{\frac {1}{R_{0}}}\left(\ln {\frac {1}{R_{0}}}-1\right).}
이 공식은 SIR 모형의 최대 감염자 비율을 구하는 공식과 일치한다.

## 전염병 유행 말기 회복된 개체의 비율
격리가 전혀 없이 전염병이 유행할 경우 개체군 내에서 감염된 전체 개체의 비율도 기초감염재생산수와 상관 관계가 있다. 미분방정식으로 나타낼 경우
{\displaystyle {\frac {\mathrm {d} S}{\mathrm {d} R}}={\frac {S'(t)}{R'(t)}}=-{\frac {\beta S}{\gamma }}=-R_{0}S.}
이고 초기값이 {\displaystyle R(0)=0} 라면
{\displaystyle S(t)=S(0){\mathrm {e} }^{-R_{0}R(t)}.}
이다. {\displaystyle t\to \infty } 일 경우 {\displaystyle E=I=0} 이고 따라서 {\displaystyle S+R=1} 이 된다. 여기서
{\displaystyle 1-q=S(0){\mathrm {e} }^{-R_{0}q},\quad q:=\lim _{t\to \infty }R(t).}
를 도출할 수 있고 다음과 같은 공식에 이르게 된다.
{\displaystyle -R_{q}{\mathrm {e} }^{-R_{q}}=(q-1)R_{0}{\mathrm {e} }^{(q-1)R_{0}}=-S(0)R_{0}{\mathrm {e} }^{-R_{0}}.}
{\displaystyle x:=-S(0)R_{0}\mathrm {e} ^{-R_{0}}} 이고 {\displaystyle y:=(q-1)R_{0}} 라고 했을 때 최종적인 공식은 {\displaystyle y\mathrm {e} ^{y}=x}가 되고 람베르트 W 함수 {\displaystyle W(x)}를 활용해 {\displaystyle y=W(x)} 로 바꾼 뒤 역치환하는 과정을 거쳐
{\displaystyle q=1+{\frac {1}{R_{0}}}W(-S(0)R_{0}{\mathrm {e} }^{-R_{0}})}
에 도달하게 된다.
W 함수의 필요한 부분을 계산하려면 {\displaystyle f(w):=w\mathrm {e} ^{w}-x} 함수의 2차 테일러 다항식에 −1 을 넣고 영점을 구한 뒤 고정 소수점 반복을 {\displaystyle w\mapsto x\mathrm {e} ^{-w}} 로 한차례 적용한다. 그 결과물은
{\displaystyle w=x\exp(1-{\sqrt {2\mathrm {e} x+2}}).}
이다. W 함수의 가까운 근사치는
{\displaystyle W(x)\approx \varphi ^{n}(w),}
에 의해 얻을 수 있고 여기서 {\displaystyle \varphi ^{n}}는 뉴턴 방법의 n 번째 반복인
{\displaystyle \varphi (w)=w-{\frac {f(w)}{f'(w)}}={\frac {x\mathrm {e} ^{-w}+w^{2}}{w+1}}}
을 뜻한다. 현실의 전염병에 적용할 때는 {\displaystyle n=4} 이면 충분하다.

## 기하급수적 초기 단계
전염병의 초기 단계에서는 확산이 기하급수적인 형태에 가깝게 일어난다. {\displaystyle I=I(0){\mathrm {e} }^{\lambda t}} 을 가정한다면 {\displaystyle I'=\lambda I} 역시 참이 된다. 그에 따라 {\displaystyle aE=\gamma I+\lambda I} 와 {\displaystyle R=\gamma I/\lambda } 이 성립하며 따라서
{\displaystyle 1-S=E+I+R={\frac {\gamma +\lambda }{a}}I+I+{\frac {\gamma }{\lambda }}I={\Big (}{\frac {\gamma +\lambda }{a}}+1+{\frac {\gamma }{\lambda }}{\Big )}I.}
라는 결과가 나온다. 이 방정식을 양쪽 다 미분한 후 {\displaystyle -S'=\beta SI} 로 치환하고 {\displaystyle I}로 나누면
{\displaystyle \beta S={\Big (}{\frac {\gamma +\lambda }{a}}+1+{\frac {\gamma }{\lambda }}{\Big )}\lambda }
혹은
{\displaystyle a\beta S=(\lambda +a)(\lambda +\gamma ).}
를 얻게 된다. 초기에는 {\displaystyle S\approx 1} 가 상당히 정확한 근삿값이므로 {\displaystyle S=1} 이 성립하고 매개변수 {\displaystyle a,\beta ,\gamma } 와 증식상수 {\displaystyle \lambda } 의 관계를 알아낼 수 있다.
다른 체계적 접근법으로는 {\displaystyle S}를 곧바로 1로 정의하고 미분방정식을 연립 일차 방정식으로 단순화하여
{\displaystyle {\begin{pmatrix}E'\\I'\end{pmatrix}}={\begin{pmatrix}-a&\beta \\a&-\gamma \end{pmatrix}}{\begin{pmatrix}E\\I\end{pmatrix}}}
로 설명하는 것이 가능하다. 다른 접근 방법들도 고정계수와 고유값&고유벡터를 활용한 선형 상미분방정식에 기반한다. 증식상수는 계수행렬 {\displaystyle J:={\big (}{\begin{smallmatrix}-a&\beta \\a&-\gamma \end{smallmatrix}}{\big )}}의 고유값으로 이미 발견한 방정식은
{\displaystyle 0=\det \left(J-\lambda {\begin{pmatrix}1&0\\0&1\end{pmatrix}}\right)=(a+\lambda )(\gamma +\lambda )-a\beta .}
에 의해 구할 수 있다. 모든 기하급수적 증식과정에서와 마찬가지로 증식상수 {\displaystyle \lambda }는 더 이해가 쉽게
{\displaystyle T_{n}={\frac {\ln(n)}{\lambda }},}
를 통해 수 배의 증식이 이루어지기까지의 시간으로 나타낼 수 있으며, 이는 특히 배가시간 {\displaystyle T_{2}}에도 적용 가능하다.

## 예시
다음은 독일의 코로나19 범유행을 모델링할 때 쓰인 매개변수를 파이썬에서 그대로 적용한 예시이다. 전염병의 확산은 기초감염재생산수 {\displaystyle =2.4}를 토대로 이루어지고, 이는 중요한 격리 조치들이 취해지지 않았을 경우에 해당한다. 기초값 문제를 수치적으로 푸는데는 오일러 방법이면 충분하다.
```
from
 
numpy
 
import
 
array
 
as
 
vector

# Explicit Euler method

def
 
euler_method
(
f
,
t0
,
x0
,
t1
,
h
):

    
t
 
=
 
t0
;
 
x
 
=
 
x0

    
a
 
=
 
[[
t
,
x
]]

    
for
 
k
 
in
 
range
(
0
,
1
+
int
((
t1
-
t0
)
/
h
)):

        
t
 
=
 
t0
 
+
 
k
*
h

        
x
 
=
 
x
 
+
 
h
*
f
(
t
,
x
)

        
a
.
append
([
t
,
x
])

    
return
 
a

def
 
SEIR_model
(
beta
,
gamma
,
a
):

    
def
 
f
(
t
,
x
):

        
S
,
E
,
I
,
R
 
=
 
x

        
return
 
vector
([

            
-
beta
*
S
*
I
,

            
beta
*
S
*
I
 
-
 
a
*
E
,

            
a
*
E
 
-
 
gamma
*
I
,

            
gamma
*
I

        
])

    
return
 
f

def
 
SEIR_simulation
(
beta
,
gamma
,
a
,
E0
,
I0
,
days
,
step
=
0.1
):

    
x0
 
=
 
vector
([
1.0
-
E0
-
I0
,
E0
,
I0
,
0.0
])

    
return
 
euler_method
(
SEIR_model
(
beta
,
gamma
,
a
),
0
,
x0
,
days
,
step
)

def
 
diagram
(
simulation
):

    
import
 
matplotlib.pyplot
 
as
 
plot

    
plot
.
style
.
use
(
'fivethirtyeight'
)

    
figure
,
axes
 
=
 
plot
.
subplots
()

    
figure
.
subplots_adjust
(
bottom
 
=
 
0.15
)

    
axes
.
grid
(
linestyle
 
=
 
':'
,
 
linewidth
 
=
 
2.0
,
 
color
 
=
 
"#808080"
)

    
t
,
x
 
=
 
zip
(
*
simulation
())

    
S
,
E
,
I
,
R
 
=
 
zip
(
*
x
)

    
axes
.
plot
(
t
,
S
,
 
color
 
=
 
"#0000cc"
)

    
axes
.
plot
(
t
,
E
,
 
color
 
=
 
"#ffb000"
,
 
linestyle
 
=
 
'--'
)

    
axes
.
plot
(
t
,
I
,
 
color
 
=
 
"#a00060"
)

    
axes
.
plot
(
t
,
R
,
 
color
 
=
 
"#008000"
,
 
linestyle
 
=
 
'--'
)

    
plot
.
show
()

def
 
simulation1
():

    
N
 
=
 
83200000
 
# Einwohnerzahl von Deutschland 2019/2020

    
R0
 
=
 
2.4
;
 
gamma
 
=
 
1
/
3.0

    
return
 
SEIR_simulation
(

        
beta
 
=
 
R0
*
gamma
,
 
gamma
 
=
 
gamma
,
 
a
 
=
 
1
/
5.5
,

        
E0
 
=
 
40000.0
/
N
,
 
I0
 
=
 
10000.0
/
N
,
 
days
 
=
 
140
)

diagram
(
simulation1
)

```

| S, E, I, R의 네 군이 전체 개체군에서 차지하는 비율을 날짜별로 계산한 결과. S는 청색, E는 노란색 점선, I는 자홍색, R는 녹색 점선으로 표시. |

여기서 볼 수 있는 것은 전염병이 면역임계치 (critical immune threshold)
{\displaystyle q_{c}=1-{\frac {1}{R_{0}}}=58\,\%}
에 도달한 다음에도 감염군에 의해 계속 전파된다는 점이다. 다만 전염병이 면역임계치에 도달한 후에는 약 한달간의 강력한 격리 조치를 통해 멈추도록 만들 수 있을 것이다.

## 인구통계역학을 포함할 경우

상태도

사망률 {\displaystyle \mu }를 상수로 두고 이에 상응하는 출생률과 함께 모형을 확장시킨
{\displaystyle {\begin{aligned}S'&=\mu -\beta SI-\mu S,\\E'&=\beta SI-aE-\mu E,\\I'&=aE-\gamma I-\mu I,\\R'&=\gamma I-\mu R\end{aligned}}}
공식도 있다. 원래 SEIR 모형과는 다르게 전염병의 풍토병화를 전제하며
{\displaystyle S'=E'=I'=R'=0}
라고 정의한 평형에 이르기까지 감염대상군 {\displaystyle S}에서는 진동이 올 수도 있다.
기초감염재생산수는 여기서 평형 상태를 놓고 볼 때 다음과 같이 정의할 수 있다.
{\displaystyle R_{0}={\frac {\beta a}{(\mu +a)(\mu +\gamma )}}.}

## 시간의존적 전염률 (Time-dependent transmission rate)
전염병을 대하는 태도의 변화, 격리와 계절성은 전염률의 변화를 가져오고, 이는 전염률을 시간의존적 함수 {\displaystyle \beta (t)}로 모델링할 때 고려되는 사안이다. 이 때에도 다른 모형들은 달라지지 않는다. 계절성을 가장 단순하게 모델링하는 방법으로는 사인 진동 (sine oscillation) 형태로 날씨가 추운 달에는 전염률이 높고 따뜻한 달에는 전염률이 낮게 나오는 것을 가정할 수가 있다.
명백한 시간의존도를 가진 미분방정식 체계는 자생적이지 않고 따라서 더 이상 직접적으로 역동적인 체계라고 할 수 없다. 다만 {\displaystyle t'=1} 의 추가를 통해 인위적으로 자생적인 체계를 갖출 수는 있다.

## 참고 문헌
- Matt J. Keeling, Pejman Rohani: Modeling Infectious Diseases in Humans and Animals. Princeton University Press, 2008.
- Matthias an der Heiden, Udo Buchholz: Modellierung von Beispielszenarien der SARS-CoV-2-Epidemie 2020 in Deutschland. Robert Koch-Institut, Abteilung für Infektionsepidemiologie (20. März 2020). DOI:10.25646/6571.2.